# Kemény–Zeyk-udvarház

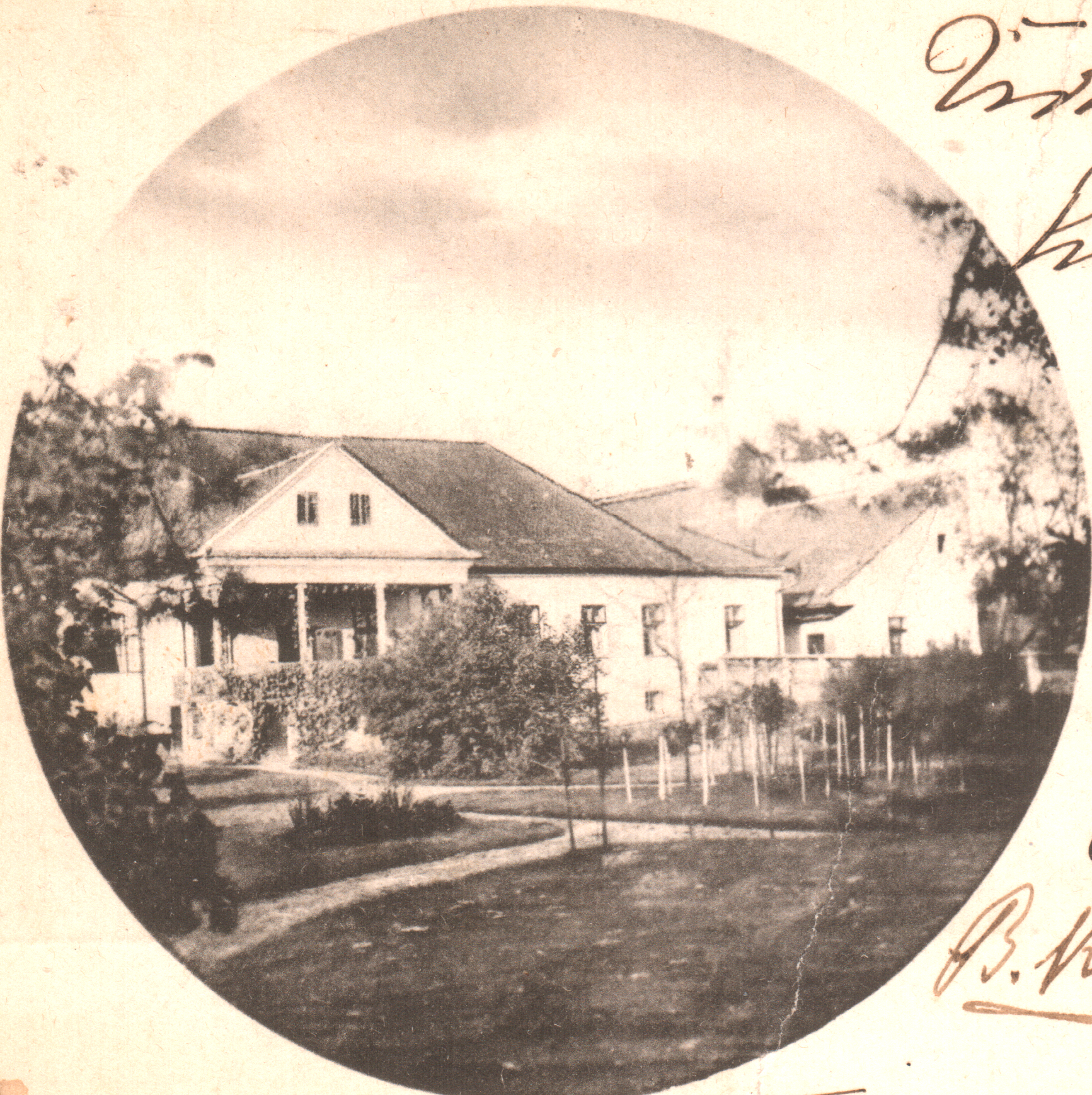
A Kemény–Zeyk-udvarház

A Kemény–Zeyk-udvarház, helyi szóhasználatban a Burg Nagyenyed jelentős társasági központja volt, a Kemények és a Zeykek családi fészke a Varcagás (ma Avram Iancu) utcában.

## Az udvarház építéstörténete
Az udvarházat egyes források szerint az 1780-as, mások szerint az 1820-as években építtette Kemény Simon főispán. Leányát, Kemény Juditot Zeyk Károly, a későbbi képviselő és Alsó-Fehér megye főispánja vette feleségül. Így lett az épületből Kemény–Zeyk-udvar, ahol a két család tagjai egymás mellett laktak.
Gyulai Pál úgy vélte, hogy a Burg a reformkori Nagyenyed politikai központja volt, amelynek harcai „Erdély minden megyéjében és az egész Székelyföldön visszhangra találtak”. Számos ismert reformpolitikust, írót, művészt látott vendégül, és a 19. század folyamán nagy hatással volt az erdélyi politikai életre. Berde Mária Enyed című városképében így ír róla: „A kulturális élettel párban haladt a politikai mozgalmasság. Igaz, lélekszáma nem éri el a hatezret, de a környező falvak udvarházai évente díszes embersereglőknek adnak szállást, kik aztán címeres négylovas hintókon, ragyogó nemzeti viseletben robognak fel a megyei közgyűlésekre. Rokonság, de főleg az érzelmei szerint e rend csaknem mind elágazója annak a négyszegletes telken, a Varcagásban épült, s Kemény Simon családjának tulajdonát képező egyszerű kúriának,… a megyegyűlésekre egybezarándokló Zeykek és Kemények mellett a Bánffyak, Kendeffyek, Wesselényiek megindítják Széchenyi szellemében a harcot, melynek előkészítései a Burgban folytak, a liberális arisztokraták ez igazi várában, melynek ismert történelmi jelzőkövei az 1831–1834-beli megyegyűlések s az 1841 és 46-beli országgyűlések.” Ide járt megbeszélésekre Kemény Dénes, az ellenzéki politika vezéralakja, itt találkoztak a „vándorpatrióták”, itt élt „a történelmi fényességet viselő” Kemény Zsigmond, és innen indultak útjukra a haladó szellemű politikai gondolatok.
Az épület egyik oldalszárnyában lakott Zeyk Miklós tanár, és a kúriában töltötte gyermekkorának több nyarát édesanyjával és testvéreivel Kemény János is, a későbbi író, mecénás, a marosvécsi Erdélyi Helikon megalapítója: „…időnként felpakolnak minket egy öreg batárba…s hol néhány hónapra, hol többre feloszlatják járai háztartásunkat, áttelepítenek Nagyenyedre az úgynevezett »csokoládéházba«. Igazságtalanság volna azt állítani, hogy rossz dolgunk volt Nagyenyeden…sok szép emlékem is fűződik Nagyenyedhez. Mindenekelőtt arra a három-négy hétre gondolok, amikor betegségem miatt el kellett hogy különítsenek nővéreimtől, s ezért a burgbeliek boldogan befogadtak otthonukba”.
Az 1848–49-es forradalom és szabadságharc eseményei elpusztították a várost, beleértve a Burgot is. Bár a felszabadított román jobbágyság, aki később a martalócok nagy részét alkotta, elismeréssel tartozott a hely iránt „mert a 30-as és 40-es években főleg az ő érdekében vívott nagy küzdelmeknek egyik kiinduló pontja eme vonzó és barátságos udvar volt”, a nagyenyedi vérengzés alkalmával a kúriát teljesen kirabolták és feldúlták. Ezután hosszú időre elcsendesedett a Burg, akárcsak a feldúlt Nagyenyed és református kollégiuma. Amikor Jókai Mór 1853-ban idelátogatott, csak megfeketedett falakat és gazzal felvert telket látott, az éjszakát is Csombordon, Kemény István kúriájában töltötte. 1884-ben azonban Jókai ismét Enyeden járt és Zeyk Károly főispán vendége volt. A jeles vendégek között megemlíthetjük Blaha Lujzát is, akinek ablaka alatt szerenádot adtak hódolói.
A Burgban lakók mindig fenntartották a kapcsolatot a várossal, a kollégiumi tanárokkal. Vita Zsigmond érzékletes példát ad: „A Burg csendes falai között fiatalok is álmodoztak és tanultak. A Kemény család egyik bájos fiatal lánya minden héten várva várta a hétfő délutánokat, akkor jött Áprily Lajos magyar irodalomórát tartani. Csendes, nyugodt léptekkel jött a költő, és a magyar irodalmat magyarázta… szinte hangtalanul távozott a Burgból, de a költészet csodálatos világát hagyta maga mögött.”
A 20. század elején a Burgot Zeyk Dániel és Kemény Ida lakták, tőlük unokaöccsük, Kemény Ferenc örökölte. Trianon után lakói szerényen, meghúzódva éltek; a politika helyett a család és a kollégium került a központba. A második világháború után a tulajdonosokat kilakoltatták és kényszerlakhelyre kötelezték, a kúriát államosították és kis lakásokra osztották fel, amelyeknek bérlői elhanyagolták az épületet és a kertet. Az 1989-es rendszerváltás után Kemény Ferenc örökösei visszaigényelték a lepusztult ingatlant.

## Leírása
Dóczyné Berde Amál így ír a Burgról városképében: „Ez a falusi jellegű kúria képviselte a XX. század elején az előkelő világot. Lakói mintha a múlt századból felejtődtek volna ott a családi várban, melyet Teleki Anna (Kemény Simon táblai ülnök felesége), az igazi főúri dáma építtetett két leánya számára.”
Nevével ellentétben a Burg nem nézett ki vidéki kastélynak, hanem kisvárosias, sőt falusias épület volt. Az utcára néző két szárnya egészen szerény, a központi, klasszicista stílusú épület pedig egy falusi kúriához hasonlítható. Vita Zsigmond, az épület történetének jó ismerője, anyai ágon Zeyk-leszármazott, így írt róla: „Az enyedi Burgnak igazi szépsége a kert felől bontakozik ki… az épület közepén kiemelkedő oszlopos tornác, amelyre kétfelől kőlépcső visz fel, és karcsú baluszterek tartják a korlátját, megszabja az egész épület arányait és görögös jellegét. A tornác felett magasra emelkedik a fedél, mint hasonló empírral kevert klasszicista stílusú udvarházaknál is… Íme, a Burg, a maga komoly, egyenes vonalaival, amelyekben a tornác négy oszlopa, a balusztrád karcsú baluszterei és az ablakok elhelyezése viszi be a fény és árnyék játékát, a változatosságot. A kettő együtt olyan művészi egységet képezett, hogy az emlékét mindenki megőrizte.”
Kacsó Sándor visszaemlékezése szerint „A ház igazán szép és megnyerő, nem utcára néző felén volt, hanem hátulról, kis park felől nézve, ahol egy tekintélyes oszlopos kőtornác avatta igazán úri kúriává... Szép volt azonban a gondosan tervezett kis park a ház mögött, amelyre a kőtornác nézett. Nem volt benne két egyforma fa, cserje, bokor. S leghátul, az alján, egy hatalmas, sátorszerűre nevelt platánfa alá kanyarodott be egy sombokor mellett a kissé elhanyagolt kerti sétány. A hosszú ház közepe volt a nekünk szánt lakás. A jobbra eső szárnyon Hegedűs nyugalmazott tanár lakott, szép, de mégiscsak elözvegyült apja mellett maradt, már hervadó lányával, balra Vita Zsigmond édesanyja, kettesben házvezetőnőjével, aki segítségül maradt mellette öregkorára... Ezekben a szobákban és ebben a kis parkban sétált a diák Kemény Zsigmond rokonai szívesen látott vendégeként. Innen járt iskolába, a Bethlen Kollégiumba.”

## Őrhegy, református temető

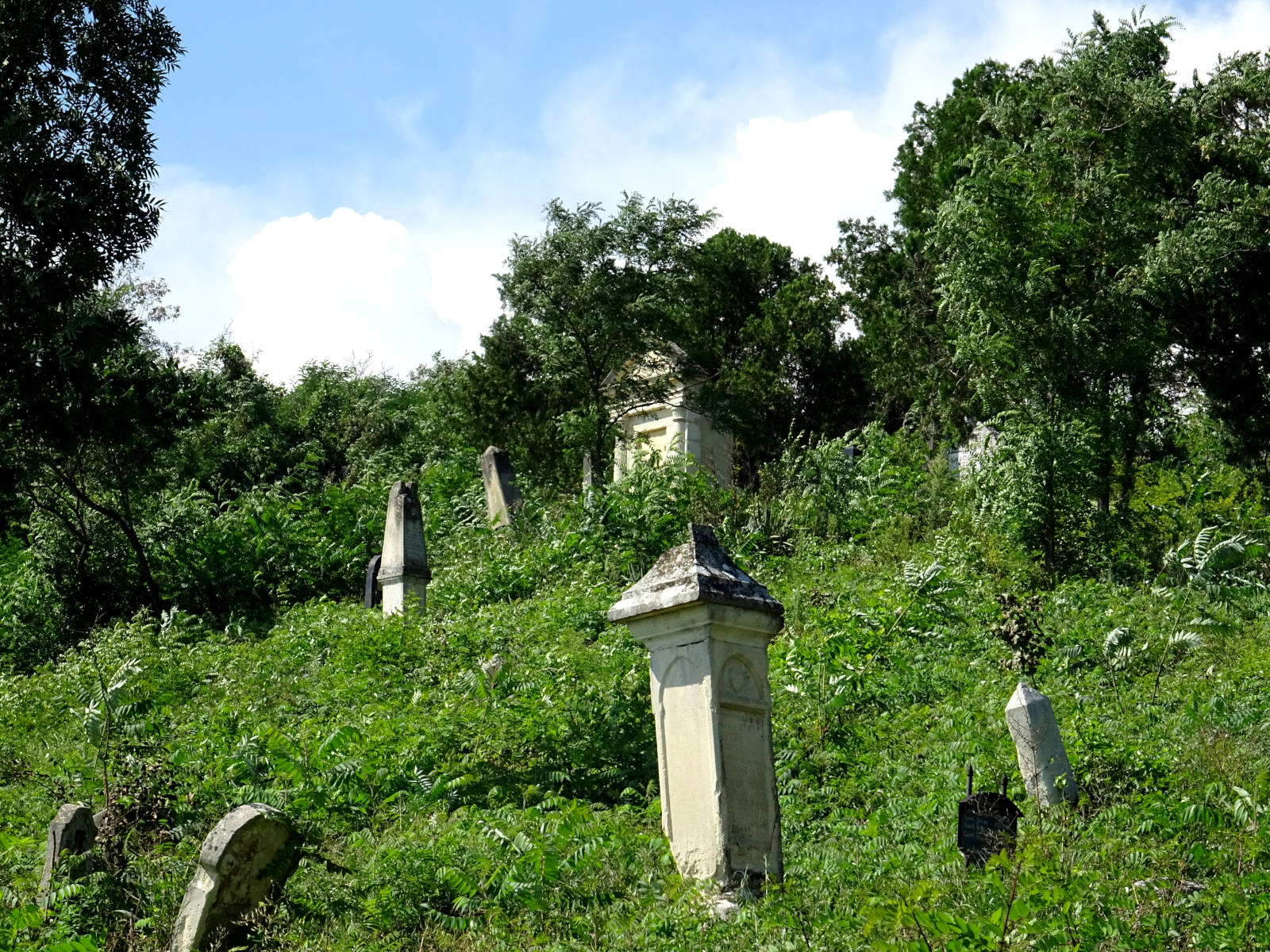
Az enyedi református temető

Az enyedi Kemények és Zeykek az udvarházzal szemben, az Őrhegy oldalában létesült református temetőben pihennek, négy hatalmas márványkő alatt:
- Magyargyerőmonostori br. Kemény Dánielné 1804. V. 12–1897. aug. 11.
- Kemény Gy…
- Zeyk Józsefné sz. Kemény Emma
- Zejkfalvi Zeyk Dánielné vajai Vajai Katalin
- br. Kemény Domokos megh. 1877
- Zeyk Ödön 1850–1878
- Zeyk Miklósné Zeyk Johanna
- Zeyk Miklós nagyenyedi tanár 1810–1854
- Zeyk János 1816–1862
- Zejkfalvi Zeyk Dánielné, Gyerőmonostori br. Kemény I 1865. VI. 7.–1926. V. 18.
- Zejkfalvi Zeyk Dániel 1851–1930. IV. 16.